# Martin Hartmann
Martin Hartmann (* 9. Dezember 1851 in Breslau; † 5. Dezember 1918 in 
Berlin) war ein deutscher Arabist und Islamwissenschaftler.

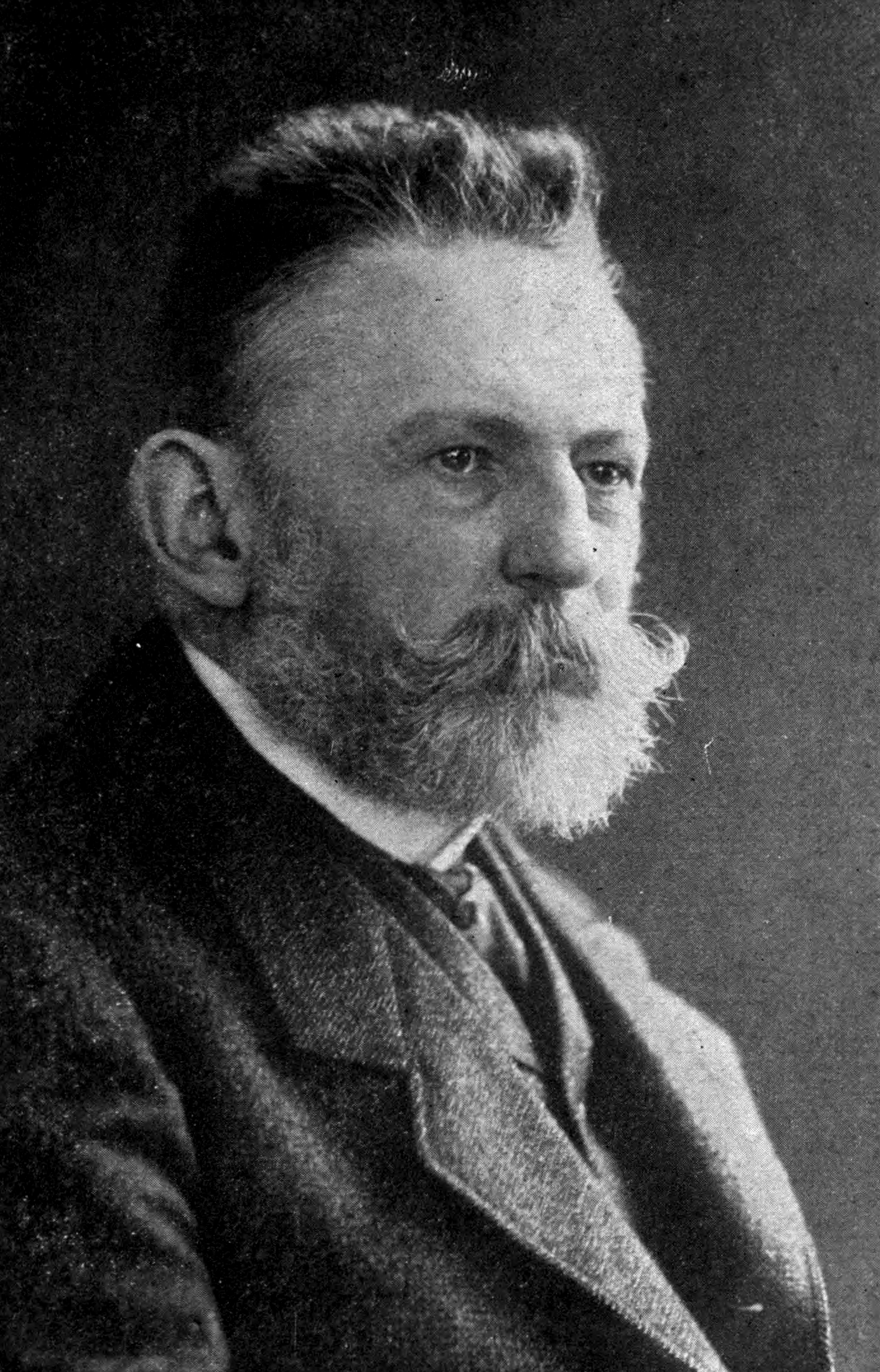
Martin Hartmann

## Leben
Hartmann wuchs als Sohn eines Mennoniten-Predigers in Breslau auf. Nach dem Abitur in Breslau studierte er zunächst Theologie und dann ab 1871 in Leipzig orientalische Sprachen. Es gibt Hinweise, dass Hartmann durch Gedichte von Lord Byron auf das Thema Orient gestoßen ist. Sein wichtigster Lehrer war Heinrich Leberecht Fleischer. 
Nach der Promotion 1875 trat Hartmann in den diplomatischen Dienst des Deutschen Kaiserreichs ein. Er wurde nach kurzem Aufenthalt in Adrianopel und einem Jahr als Dragoman-Schüler in Konstantinopel Dragoman und Kanzler des deutschen Generalkonsuls in Beirut (damals osmanisches Reich), wo er von 1876 bis 1887 blieb.
1887 wurde das Seminar für Orientalische Sprachen an der Friedrich-Wilhelms-Universität in Berlin gegründet. Hartmann unterrichtete dort von 1887 bis zu seinem Tod 1918 Arabisch.

Im Jahr 1909, nach der Jungtürkischen Revolution 1908, besuchte er noch einmal Konstantinopel. Er traf dort unter anderem den bekannten Journalisten Friedrich Schrader (Gründer und stellvertretender Chefredakteur des Osmanischen Lloyd und Korrespondent zahlreicher liberaler deutscher Tageszeitungen sowie des sozialdemokratischen Vorwärts). Hartmann berichtete in seinem Buch Unpolitische Briefe aus der Türkei über die dortige revolutionäre Aufbruchstimmung. Karl Radek schrieb 1909 im SPD-Theorieorgan Die Neue Zeit über das Buch: 

„Die wenig tröstliche Darstellung der Wandlungen auf politischem und ökonomischem Gebiet, die Hartmann gibt, ist [...] umweht von einem humanitär-demokratischen Geiste, den man in den üblichen deutschen Reisewerken nicht oft trifft. Für uns Sozialdemokraten haben ein spezielles Interesse die [...] Nachrichten über die junge sozialistische Bewegung in der Türkei, die Hartmann gleicherweise als Beobachter wie als Menschen ehren.“

## Leistungen
Hartmann war einer der wichtigsten Begründer der modernen gegenwartsbezogenen Islamwissenschaft vor dem Ersten Weltkrieg. 
Carl Heinrich Becker schreibt in seinen Islamstudien (Band 2, S. 484) in einer Würdigung Hartmanns:

„Martin Hartmann war in Deutschland der erste und lange Zeit der einzige, der die staatliche Gestaltung, die politischen Kämpfe, die kulturellen Verhältnisse des modernen Orients in den Bereich seiner Studien zog und ihre Betrachtung aus der Domäme des reinen Journalismus in die Höhenlage wissenschaftlicher zeitgeschichtlicher Forschung zu heben versuchte.“

1912 gründete Hartmann die Deutsche Gesellschaft für Islamkunde, die bis 1955 bestand und die Zeitschrift Die Welt des Islams herausgab, die auch nach dem Ende der DGI bis in die Gegenwart weiterpubliziert wird (ISSN 0043-2539). Bedeutende Mitglieder
der DGI waren u. a. Eugen Mittwoch, Carl Heinrich Becker, Georg Kampffmeyer, Feldmarschall von der Goltz Pascha, und der sozialdemokratische Publizist und Nahostexperte Dr. Friedrich Schrader.

## Schriften
- Arabischer Sprachführer für Reisende. Leipzig 1881 (online)
- Hebräische Verskunst nach dem metek sefatajim des 'Immanu'el Fransis und anderen Werken jüdischer Metriker. Berlin 1894.
- Metrum und Rhythmus: die Entstehung der arabischen Versmaße, Gießen 1896 (online)
- Das Muwassah: das arabische Strophengedicht; eine Studie der Geschichte und der Dichter einer der Hauptformen der arabischen Verskunst; mit Formenlisten, Versmassen und Namenregister, Weimar 1897 & Gießen 1896. Neudruck Amsterdam, 1981.
- Bohtan, eine topographisch-historische Studie. Berlin 1897.
- Lieder der libyschen Wüste: die Quellen und die Texte; nebst einem Exkurse über die bedeutenderen Beduinenstämme des westlichen Unterägypten, Leipzig 1899.
- Chinesisch-Turkestan. Geschichte, Verwaltung, Geistesleben und Wirtschaft. Halle 1908.
- Die arabische Frage :  mit einem Versuche der Archäologie Jemens. Leipzig 1909 (online).
- Unpolitische Briefe aus der Türkei. Rudolf Haupt, Leipzig 1910 (http://menadoc.bibliothek.uni-halle.de/inhouse/content/titleinfo/5651899 online).
- Islam, Mission, Politik. Leipzig 1912.
- Reisebriefe aus Syrien. Berlin 1913.
- Salih asch-Scharif at-Tunisi: Haqiqat Aldschihad. Die Wahrheit über den Glaubenskrieg. Aus dem Arabischen von Karl Emil Schabinger von Schowingen, Geleitwort Martin Hartmann, Hg. Deutsche Gesellschaft für Islamkunde. Berlin 1915.
- Dichter der neuen Türkei. Verlag „Der Deutsche Orient“ GmbH, Berlin 1919.
- Die Bagdadbahn und Konkurrenzlinien, Deutsche Levante-Zeitung, 1. August 1918.